# LEM Insta-Strings
| Streicherkeyboard | Streicherkeyboard        |
| Allgemeines       | Allgemeines              |
| ----------------- | ------------------------ |
| Name              | GEM/LEM Insta Strings    |
| Hersteller        | Galanti Group            |
| Klangsynthese     | analog                   |
| Zeitraum          | um 1975                  |
| Eigenschaften     |                          |
| Polyphon          | polyphonisch             |
| Multitimbral      | ja                       |
| Tasten            | 49 Tasten                |
| Effekte           | Pitch und teilweise ADSR |

Das LEM Insta-Strings, auch als GEM Insta-Strings vermarktet, ist ein analoges, mehrstimmiges (polyphonisches) Streicherkeyboard der italienischen Orgelmanufaktur Galanti. Es wurde 1975 vorgestellt und in geringen Stückzahlen in Italien gefertigt.

## Allgemeines
Das Insta Strings ist mit einem 49-tastigen Manual ausgestattet und deckt insgesamt vier Oktaven ab. Es verfügt über vorgegebene Register, welche mit Druckknöpfen auf der linken Oberseite des Gehäuses neben der Klaviatur angewählt werden können. Die vier Instrumente sind Tuba, Cello, Trompete und Violine. Die ersten beiden sind durch rote, die beiden anderen durch orange Knöpfe markiert. Alle Register können miteinander kombiniert und gleichzeitig gespielt werden. Wie bei Streicherkeyboards der 1970er-Jahre üblich, handelt es sich keineswegs um real klingende Instrumente, sondern um simple, analoge Klangnachahmungen.
Zusätzlich zu den Registern verfügt das Instrument über vier Schieberegler, mit welchen ein einfacher Hüllkurvengenerator kontrolliert werden kann. Zusätzlich zu „Attack“ (Anstieg) und „Release“ (Freigeben) kann der Musiker die Lautstärke sowie das Panning mithilfe eines Panoramareglers steuern. So ist es zum Beispiel möglich, die Klänge nur auf den linken bzw. rechten Lautsprecher zu lenken. Neben den vier Registerknöpfen befindet sich zudem noch ein kleiner Drehregler, mit dem die Tonhöhe verändert werden kann (Pitch).
Das Insta Strings verfügt über zwei separate Ausgänge für hohe und tiefe Klänge. So können den hohen Klängen z. B. externe Effekte wie ein Reverb hinzugefügt werden, ohne die tiefen Bassklänge dadurch zu beeinflussen. Außerdem kann ein Schwellpedal angeschlossen werden.